# Fabre
Fabre – stacja metra w Montrealu, na linii niebieskiej. Obsługiwana przez Société de transport de Montréal (STM). Znajduje się w Villeray, w dzielnicy Villeray–Saint-Michel–Parc-Extension.